# Future World (album de Pretty Maids)
Albums de Pretty Maids
Red Hot and Heavy Jump the Gun
 (juin 2019).
Future World est le deuxième album studio du groupe de heavy metal Pretty Maids, sorti le 20 avril 1987.

## Liste des chansons
| 1.    | Future World        | 5:25 |
| 2.    | Loud'n'Proud        | 3:53 |
| 3.    | Love Games          | 4:15 |
| 4.    | Yellow Rain         | 5:31 |
| 5.    | Rodeo               | 4:17 |
| 6.    | We Came To Rock     | 4:30 |
| 7.    | Needles In The Dark | 5:05 |
| 8.    | Eye Of The Storm    | 4:59 |
| 9.    | Queen Of Dreams     | 3:27 |
| 41:22 |                     |      |